# Sergei Saifulin
Sergei Saifulin (russisch Сергей Сайфулин, englische Transkription: Sergey Sayfulin, * 27. Mai 1968 in Kemerowo) ist ein russischer Beachvolleyballspieler.

## Karriere
Saifulin absolvierte seine ersten internationalen Turniere 1996 mit Dmitri Kuwitschka. 1997 und 1998 spielte er jeweils ein Jahr mit Michail Kuschnerjow und Rushan Dajanow, ohne vordere Plätze zu erreichen. Bei der Weltmeisterschaft 1999 belegte er mit Dmitri Karassew den 25. Platz. Anschließend wurden die Russen Fünfte bei der Europameisterschaft in Palma. 2000 in Getxo erreichten sie nach einer klaren Auftaktniederlage gegen die späteren Finalisten Egger/Heyer noch das Halbfinale, in dem sie erneut gegen die Schweizer unterlagen. Durch ein 2:15 gegen die Norweger Kjemperud/Høidalen die Bronzemedaille. Nachdem er 2001 mit Kuwitschka wieder erfolglos geblieben war, bildete er 2002 erneut ein Duo mit Kuschnerjow. Bei der EM 2002 schieden Saifulin/Kuschnerjow im nationalen Duell gegen Karassew/Saizew aus. Im selben Jahr erreichten sie zwei neunte Plätze bei den Open-Turnieren in Stavanger und Espinho. In den Gruppenspielen der EM 2004 gelang ihnen kein Satzgewinn.